# Kamel Boughanem
Kamel Boughanem (16 marzo 1979) è un ex calciatore francese, attaccante.

## Carriera
Ha giocato nella massima serie libica con la squadra del Al-Ahli di Benghazi.